# Carex jaegeri
Carex jaegeri là một loài thực vật có hoa trong họ Cói. Loài này được F.W.Schultz mô tả khoa học đầu tiên năm 1845.